# 하지 무함마드 칸
하지 무함마드 칸(러시아어: Хаджи Мухаммад-хан, 1519년 ~ 1602년)은 10번째 히바 칸국의 칸으로 1558년부터 1602년까지 화레즘과 히바 칸국을 지배했다.

## 집권

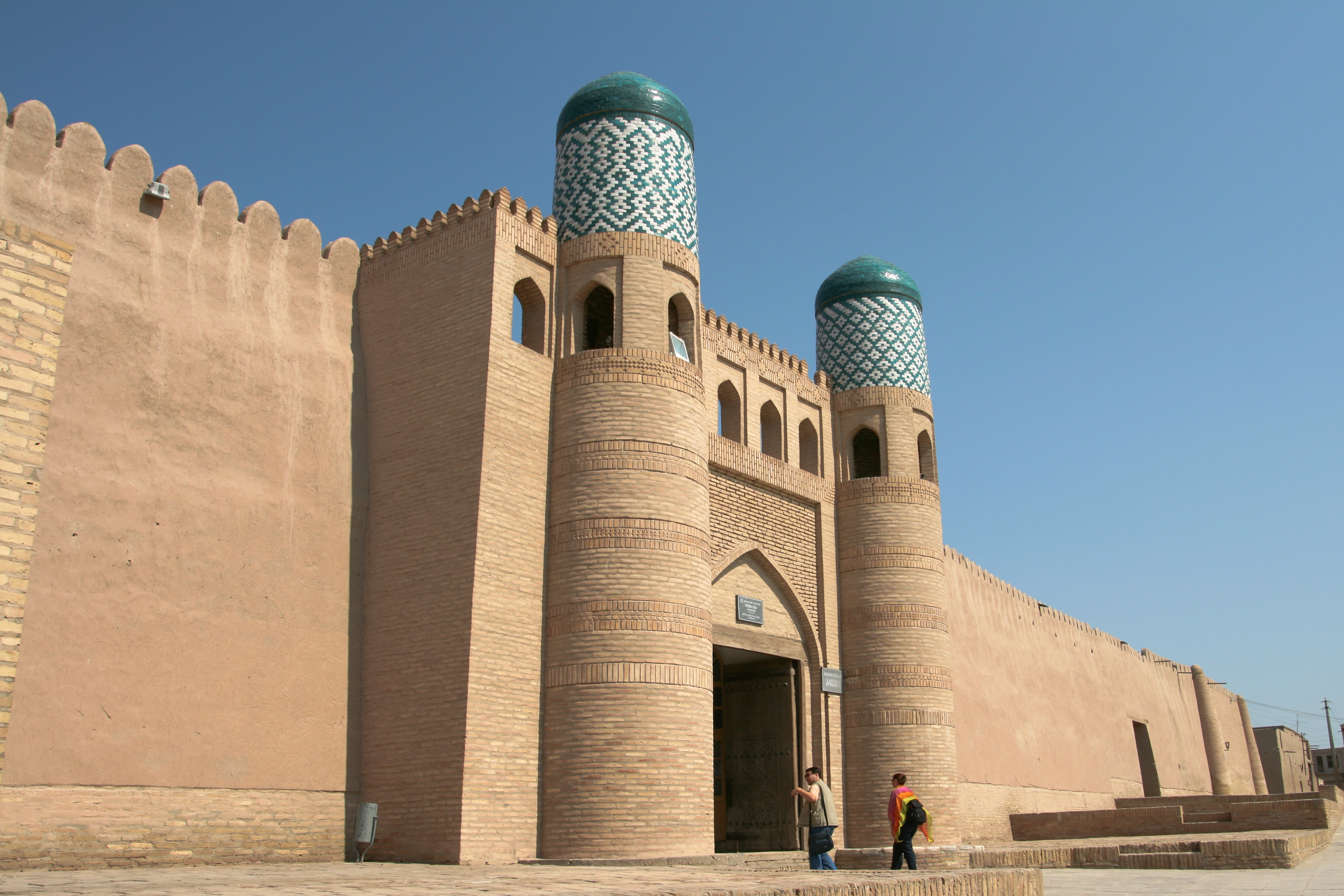
히바 성문

하지 무함마드 칸의 아버지는 선대 칸이었던 아가타이 칸이였으며, 우즈베크 칸의 야자르 칸의 자손이기도 했다. 그는 아버지가 부주가 칸인 도스 칸이 1558년 사망하고 나서 칸으로 등극했다.

## 외교 정책
그의 통치 기간 동안 영국의 탐험가인 안토네 젝킨슨이 히바 칸국을 방문했다. 1564년에는 러시아의 차르인 이반에게 무함마드 칸이 특사를 보내기도 했다.
칸은 비지에르들이 살던 도시에서 거주하던 이후 거주지를 우르겐치로 옮겼다.
하지 무함마드 칸의 통치 시기에는 화레즘 지역에서 부하라 칸국의 압둘라 칸 2세가 3차례 침공했음에도 불구하고 상대적으로 안정한 편이었다.
1594년에는 압둘라 칸이 화레즘을 정복하여 하지 무함마드 칸이 아바스 1세가 있는 카즈빈으로 피난가기도 했다. 1595년부터 칸이 왕위 회복 시도를 하고 나서 1598년 압둘라 칸이 사망한 이후 히바 칸국을 되찾았다.

## 죽음
아랍 무함마드 칸이 1603년 사망한 이후 그의 아들인 아랍 무함마드 칸이 그를 이어 히바 칸국의 칸이 되었다.

## 참고 문헌
- (러시아어) Гулямов Я.Г., История орошения Хорезма с древнейших времен до наших дней. Ташкент. 1957
- (러시아어) История Узбекистана. Т.3. Т.,1993.
- (러시아어) История Узбекистана в источниках. Составитель Б.В. Лунин. Ташкент, 1990
- (러시아어) История Хорезма. Под редакцией И.М.Муминова. Ташкент, 1976

| 전임 도스 칸 | 제10대 히바 칸국의 칸 1558년 ~ 1602년 | 후임 아랍 무함마드 칸 |